# 加那利群岛共产党
加那利群岛共产党（西班牙語：Partido Comunista de Canarias，缩写为PCC）是西班牙共产党在加那利群岛自治区的分支。该党成立于1933年。它的意识形态是共产主义、马克思主义。它的政治立场是左翼。该党总部位于圣克鲁斯-德特内里费，目前已融入加那利联合左翼。